# Кастелнуово дела Даунија
Кастелнуово дела Даунија (итал. Castelnuovo della Daunia) је насеље у Италији у округу Фођа, региону Апулија.
Према процени из 2011. у насељу је живело 1412 становника. Насеље се налази на надморској висини од 542 м.

## Становништво
| 1951. | 1961. | 1971. | 1981. | 1991. | 2001. | 2011. |
| ----- | ----- | ----- | ----- | ----- | ----- | ----- |
| 3.614 | 2.948 | 2.423 | 2.274 | 1.991 | 1.763 | 1.557 |